# چار صاحب‌پور
چار صاحب‌پور (به لاتین: Char Sahebpur) یک روستا در بنگلادش است که در استان باریسال و در ناحیه باریسال واقع شده است.